# Расейняйское староство
Расейняйское староство (лит. Raseinių seniūnija) — одно из 12 староств Расейняйского района, Каунасского уезда Литвы. Административный центр — город Расейняй.

## География
Расположено в центральной Литве, на Восточно-Жемайтском плато Жемайтской возвышенности, в центральной части Расейняйского района.
Граничит с Шилувским староством на севере, Видуклеским — на северо-западе, Палепяйским и Расейняйским городским — на западе, Калнуяйским и Гиркалнским — на юге, Пагоюкайским и Бятигальским — на востоке, а также Арёгальским — на юго-востоке.

## Население
Расейняйское староство включает в себя 56 деревень.